# 佐藤真莉子
佐藤 真莉子（さとう まりこ、1986年 - ）は、日本のジャーナリスト、日本放送協会（NHK）放送総局報道局国際部記者。

## 来歴
慶応義塾大学在学中にイリノイ大学日本同窓会小山八郎奨学生としてアメリカ合衆国イリノイ州のイリノイ大学アーバナシャンペン校へ1年間海外留学。慶應義塾大学法学部在学中の2006年1月から7月まで、フジテレビの『BSフジNEWS』第10期学生キャスターに選出（寺門亜衣子も同期選出）。
2009年3月に大学を卒業し、同年4月TBSテレビに入社。営業局に配属。2010年10月に退職。
2011年NHKに中途採用で入局。初任地の福島では『東日本大震災』発生後の福島と東北の被災地を取材。その後は報道局社会部を経て、2015年より報道局国際部に配属。国際部時代は主にアメリカ合衆国とヨーロッパを中心に取材を担当。2021年よりニューヨークにあるアメリカ総局に赴任。2024年2月14日に『ニュースウオッチ9』のキャスターを4月から担当することが発表された。

## 出演番組
- ニュースウオッチ9　(2024年4月1日 - )